# Cartoon Network (Châu Á)
Cartoon Network, là một kênh truyền hình cáp và vệ tinh chủ yếu phát sóng các chương trình hoạt hình. Được quản lý bởi Warner Bros. Discovery, kênh truyền hình có trụ sở Singapore được phát sóng ở trong nước và Đông Nam Á (ngoại trừ Philippines), nơi nguồn mà Cartoon Network Asia tiếp sóng được tách ra khỏi phiên bản Đông Nam Á nhưng sẽ phát sóng đồng bộ vào lúc 1:00/1:30-5:00/5:30 sáng hoặc bất kỳ chương trình đặc biệt vào cuối tuần,cuối tháng hoặc những buổi livestream, liveshow. Những buổi livestream, liveshow rất ít khi được Cartoon Network Asia tiếp sóng.

## Lịch sử
Cartoon Network được bắt đầu phát sóng vào năm 1994 như một song kênh với TNT & Cartoon Network thuộc một phần của truyền hình cáp Foxtel, hoạt động từ 6:00 sáng đến 9:00 tối, với Turner Classic Movies làm phần dư cho lịch cuối ngày. Vào ngày 1 tháng 7 năm 2001, Cartoon Network Úc bắt đầu chia kênh 24 giờ, với dữ liệu địa phương độc quyền. Nó phát sóng duy nhất hoạt hình Hanna-Barbera. Vào năm 1996, chương trình MGM bắt đầu phát sóng vào năm 1997. Cũng trong năm 1997 kênh bắt đầu phát sóng sản xuất ban đầu. Vào ngày 22 tháng 8 năm 1999, Cartoon Network giới thiệu một thương hiệu mới, chương trình mới.
Vào năm 2001, một khối gọi là Cartoon Cartoons được giới thiệu. Cartoon Network còn được giới thiệu với khối chương trình khác bao gồm Toonami, Acme Hour, Prime Time, một khối Boomerang (hiện là một kênh) và Cartoon Network Night Shift. Vào năm 2003 và 2004, nhiều khối chương trình được thêm vào. Đầu năm 2004, mạng lưới Boomerang phát hành như một gói kỹ thuật số mới của Foxtel. Nhiều hoạt hình cũ được sáp nhập thành kênh mới. Cartoon Network đã, đến giữa năm 2004, thuê Disney Channel như một kênh gia đình phổ biến ở châu Á. Sự loại bỏ chương trình cũ từ hệ thống trong giai đoạn này đã dẫn đến sự giảm sút thị phần người xem trong suốt năm 2004, người hâm mộ phim hoạt hình cũ chuyển sang Boomerang.

## Logo

Logo Cartoon Network ban đầu được sử dụng từ 6 tháng 10 năm 1994 đến 30 tháng 9 năm 2005
Logo Cartoon Network thứ hai được sử dụng từ 1 tháng 10 năm 2005 đến 30 tháng 9 năm 2011
Logo Cartoon Network thứ ba và cũng là logo hiện hành của kênh, được sử dụng từ ngày 1 tháng 10 năm 2011
Logo biến thể từ logo gốc Cartoon Network từ 1 tháng 10 năm 2011

## Chương trình
Hầu hết các chương trình của CN Đông Nam Á được lấy từ kênh Cartoon Network (Mỹ).

### Nguyên bản
- Adventure Time (2010 - 2018)
- Apple & Onion (2019 - 2022)
- The Amazing World of Gumball (01.10.2011 - 01.08.2024)
- Ben 10 Reboot (01.10.2016 - nay)
- Ben 10 Omniverse (2012-2014)"
- Clarence (03.01.2015 - nay)
- Craig of the Creek (25.8.2018 - nay)
- Exchange Student Zero (2013 - 2015)[1]
- The Powerpuff Girls (2016) (09.04.2016 - nay)
- Regular Show (2011 - 2017)
- Steven Universe (06.01.2014 - nay)
- Uncle Grandpa (2013 - 2018)
- Mighty Magiswords (13.03.2017 - 2018)
- Mao Mao: Heroes of Pure Heart (2019 - 2020)
- Total Drama Presents: The Ridonculous Race
- The Adventures of Chuck and Friends
- Unikitty!
- Victor and Valentino
- Supernoobs (06.06.2016 - nay)
- Wakfu (02.07.2016 - nay)
- Yo-Kai Watch (03.10.2015 - 2017)
- Sonic Boom
- Beware the Batman
- Dragon Ball Z (200? - 2012)
- Hanakap
- Inazuma Eleven GO[2]
- Inspector Gadget
- Johnny Test (2014 - 2015)
- Legends of Chima
- Lego Nexo Knights (05.03.2016 - nay)[3]
- LEGO Scooby-Doo: Knight Time Terror
- My Little Pony: Friendship Is Magic (2021)
- Ninjago: Masters of Spinjitzu
- Oggy and the Cockroaches (2012 - 2019)
- OK K.O.! Let's Be Heroes
- Paddle Pop Magilika
- Pound Puppies
- Rat-A-Tat (2015 - 2019)
- Running Man Animation (08.2018 - 12.2022)
- Teen Titans Go!
- Total Dramarama
- Transformers: Robots in Disguise[4]
- TURBO F.A.S.T.
- Xiaolin Chronicles
- Young Justice Invasion
- Khám phá Hồng Kông (2020)
- Elliott from Earth (2021)

### Chiếu lại
- Meitantei Holmes
- Best Ed
- Chowder 2007-2010
- Courage the Cowardly Dog 1999-2002
- My Gym Partner's a Monkey 2005-2007
- Uncle grandpa (2013-2017)
- Robotomy 1993-2000
- Adventure time (2010-nay)
- Regular show (2010-2017)
- DC Super Hero Girls (16 tháng 11 năm 2019 – 28 tháng 10 năm 2022)
- We Bare Bears (16 tháng 11 năm 2015 – 30 tháng 6 năm 2020)
- The Tom and Jerry Show (2014–2021)
- Summer Camp Island (14 tháng 12 năm 2018 – 10 tháng 8 năm 2023)
- Batman : The Brave and the Bold (2021 - 2023)

### Phim ngắn
- Adventure Time shorts
- Bill and Tony
- Cha-Ching
- Clarence shorts
- Hannakappa
- Lamput
- Regular Show shorts
- Super Shiro
- The Powerpuff Girls (2016) shorts
- Uncle Grandpa shorts
- Where's Chicky?

## Khối chương trình

### Cartoon Network Popcorn
Cartoon Network Popcorn là chương trình phim điện ảnh cuối tuần để công chiếu phim như giới thiệu các chương trình đặc biệt trên CN Đông Nam Á.

### Phim
- Barbie Movie
- LEGO Batman: Be-Leaguered
- Scooby-Doo
- Tom and Jerry

### Boomerang
Một kênh truyền hình riêng, "Boomerang SeAsia Feed", có sẵn ở Châu Á từ tháng 9 năm 2005 đến tháng 12 năm 2012. Nó được thay thế bằng Toonami; Toonami được quản lý và phân phối bởi Turner Broadcasting System Asia Pacific. Tuy nhiên, từ 1 tháng 1 năm 2015, Boomerang được thay thế bằng Cartoonito Asian.

### Tiny TV
Tiny TV lần đầu tiên được phát trên CN Đông Nam Á vào tháng 6 năm 2002 và chiếu các phim hoạt hình phục vụ cho trẻ em, như The Flintstone Kids, Baby Looney Tunes, Krypto the Superdog, Tom & Jerry Kids và A Pup Named Scooby Doo.

## Hiện chiếu

### Hàn Quốc
Vào tháng 1 năm 2003, CN SEA được phát sóng ở Hàn Quốc sau khi hủy khối Cartoon Network trên Tooniverse. Tuy nhiên, kênh không thể chèn âm thanh tiếng Hàn vào chương trình.
Vào năm 2006, JoongAng Ilbo và công ty Turner thành lập một liên doanh để phát hành phiên bản Hàn Quốc của Cartoon Network và kênh được phát hành vào tháng 11 năm 2006. Tuy nhiên, đợt phát hành đột nhiên bị trì hoãn do nội dung tranh chấp với kênh Tooniverse—tranh chấp liên quan đến mục đích liên doanh để sản xuất phiên bản tiếng Hàn riền với chương trình ban đầu của Cartoon Network

### Thái Lan
Ở Thái Lan, CN SEA có sẵn thông qua hệ thống cáp và vệ tinh TrueVisions; TrueVisions bao gồm CN SEA gói Vàng và Bạch kim. CN SEA được cung cấp cho Singapore và Thái Lan bởi vì họ có cùng chung múi giờ.

### Indonesia
Ở Indonesia, CN SEA có sẵn trên First Media gói Vàng và Bạch kim, BiG TV (liên kết với First Media) gói Vàng và Bạch kim, Indovision gói Bạch kim, và TransVision gói Bạch kim (giống như TelkomVision).

### Việt Nam
Cartoon Network bắt đầu phát sóng tại Việt Nam từ năm 1995  là 1 kênh truyền hình thiếu nhi. Các nội dung đều giống với phiên bản Đông Nam Á, nhưng trong một số thời điểm, quảng cáo được phát bằng tiếng Việt và tiêu đề chương trình bằng tiếng Việt được hiển thị trên màn hình, bên phải là logo Cartoon Network. Kênh có sẵn trên VTC Digital, VTC, Truyền hinh cáp HTVC, SCTV, Truyền hình Cáp Hà Nội (Hanoicab) và Truyền hình cáp Việt Nam (VTVcab). Từ tháng 6/2013, Đài Truyền hình Việt Nam (VTV) chính thức phát sóng phiên bản HD của Cartoon Network trên hệ thống Truyền hình cáp Việt Nam (VTVcab), về sau được phát trên hầu hết các hệ thống truyền hình trả tiền tại Việt Nam. Từ tháng 4/2014, hầu như các chương trình của kênh có thuyết minh tiếng Việt. Theo VIETNAM-TAM (Bộ Thông tin và Truyền thông Việt Nam), tại thời điểm ngày 10/5/2017, kênh Cartoon Network chiếm 2,6% thị phần khán giả tại Hà Nội, trong khi con số này tại Thành phố Hồ Chí Minh là 4,3%. Cũng trong khảo sát trên, tại khung giờ vàng (18h00 - 23h00), hai chương trình của kênh là Supernoobs và We Bare Bears có tỉ lệ thị phần khán giả tại Hà Nội là 3,08%. Riêng tại Thành phố Hồ Chí Minh, We Bare Bears có 3,48% thị phần khán giả.. Đến ngày 1 tháng 4 năm 2018, kênh đã bị ngừng chiếu trên hệ thống VTVcab và NextTV, gây nhiều bức xúc cho khán giả. Mãi đến tháng 2 năm 2019, kênh mới được chiếu lại trên hệ thống VTVcab và NextTV. (nay là ViettelTV)